# Barkochba Radom
Barkochba Radom lub Bar-Kochba Radom – żydowski klub sportowy związanym z Organizacją Syjonistyczną. Zrzeszał ok. 45 członków i posiadał najsilniejszą żydowską drużynę piłkarską w Radomiu. Występował w rozgrywkach klasy A w grupie lubelskiej i kieleckiej.
W 1932 nastąpiło połączenia z Makabi Radom, w wyniku czego powstało Żydowskie Towarzystwo Gimnastyczno-Sportowe.

## Konflikty kibiców
Częste awantury pomiędzy kibicami piłkarskich drużyn żydowskich i polskich niekiedy przeradzały się w konflikty na tle narodowościowym. W okresie międzywojennym w Radomiu doszło do dwóch poważnych sytuacji z udziałem sympatyków Bar-Kochba. Pierwsza z nich miała miejsce 25 lipca 1929 r. podczas meczu z zespołem WKS 72 pp Radom. 6 czerwca 1931 r. doszło do wydarzenia określanego później w literaturze mianem pogromu. Po spotkaniu z polską drużyną RKS-u kibice żydowskiego zespołu niezadowoleni z jego porażki wywołali awanturę, która następnie przeniosła się na ulice miasta. W wyniku tego incydentu pobity polski uczeń zmarł kilkanaście dni później w jednym z warszawskich szpitali, a jego żydowski rówieśnik uznany za sprawcę nieumyślnego spowodowania śmierci został skazany na rok pozbawienia wolności.